# Stratospheric Observatory for Infrared Astronomy
 "SOFIA" omdirigeres hertil. For andre betydninger af SOFIA, se Sofia (flertydig).
Stratospheric Observatory for Infrared Astronomy (SOFIA) er et samarbejde mellem den amerikanske rumfartsorganisation NASA og Deutsches Zentrum für Luft- und Raumfahrt (DLR). Projektet udgøres af et fly af typen Boeing 747SP, der er blevet ombygget til at medbringe et spejlteleskop med diameter på 2,5 m. Med teleskopet foretages astronomiske observationer i det infrarøde spektrum 12 km oppe i stratosfæren. Fordelen ved at observere i en sådan højde er, at observationerne derved foretages i en højde, der er over ca. 95% af den forstyrrende vanddamp, der der i jordens atmosfære.

## Flyet
Boeing 747SP-flyet som huser teleskopet, var oprindeligt et passagerfly med serienummer 21441. Flyet blev leveret til Pan American World Airways i maj 1977. Pan Am gav flyet navnet "Clipper Lindbergh". Flyet blev døbt af Anne Morrow Lindbergh, enken efter Charles Lindbergh, på 50-årsdagen for Lindbergs berømte flyning fra New York til Paris.
American Airlines købte flyet i 1986 og anvendte det som passagerfly indtil 1995. To år senere købte NASA flyet.

## Eksterne links
- Wikimedia Commons har flere filer relateret til Stratospheric Observatory for Infrared Astronomy
- USRA SOFIA website Arkiveret 8. juli 2007 hos  Wayback Machine
- SOFIA Mission Profile Arkiveret 2. august 2007 hos  Wayback Machine hos NASA's Solar System Exploration
- SOFIA Website des DLR Arkiveret 16. juni 2006 hos  Wayback Machine (tysk)
- SOFIA Astronomy Picture of the Day

| Portal | Portal:Astronomi |

| Astronomi | Spire Denne artikel om astronomi er en spire som bør udbygges. Du er velkommen til at hjælpe Wikipedia ved at udvide den. |

34°36′44″N 118°04′37″V / 34.612199°N 118.076852°V